# 대구국우초등학교
대구국우초등학교(大邱國優初等學校)는 대한민국 대구광역시 북구에 있는 공립 초등학교이다.

## 연혁
- 2022년 3월 1일 : 개교